# Mačkovo Selo
Mačkovo Selo – wieś w Chorwacji, w żupanii sisacko-moslawińskiej, w mieście Petrinja. W 2011 roku liczyła 36 mieszkańców.